# Humberto Peña Taylor
Humberto Peña Taylor (Bucaramanga, 19 de noviembre de 1966-Bogotá, 15 de junio de 1995) fue un estudiante universitario colombiano.
Participó en los movimientos libertarios estudiantiles en Colombia. Fue asesinado en la Universidad Nacional en hechos no esclarecidos.

## Biografía

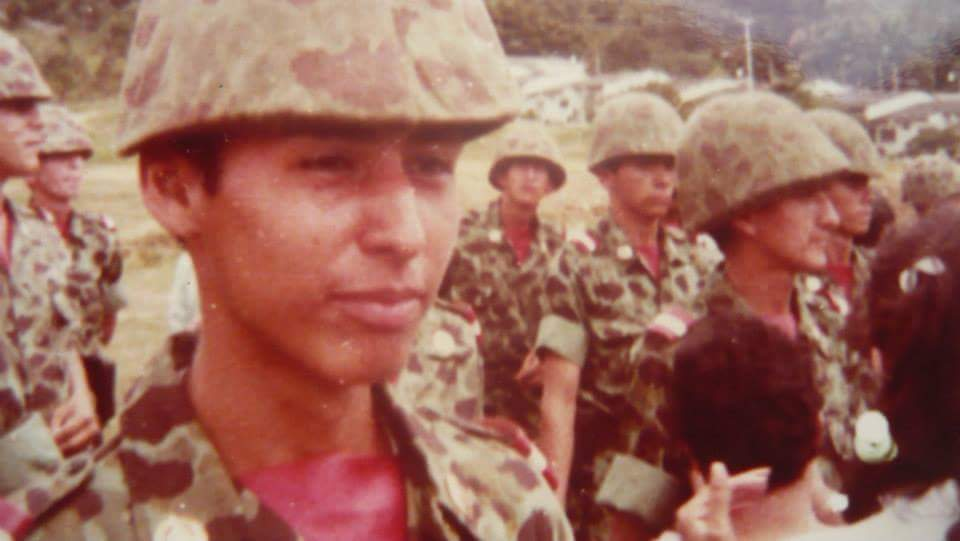
Humberto Peña en su Servicio Militar. 1985

Nació en Bucaramanga, era hijo de Amilto Humberto Peña Martínez, veterano de la guerra de Corea y Alba Lucía Parra, ama de casa de Palmira (Valle del Cauca). Peña presentó el servicio militar en 1985.

### Estudios en la Universidad Nacional
Viajó desde Bucaramanga a estudiar en la Universidad Nacional de Bogotá, en enero de 1987, dónde estudio hasta el año 1995.
En el primer semestre de 1987, el profesor Juan Montes dictaba una cátedra sobre sistemas constitucionales, luego de que la Universidad Nacional reabriera sus puertas después ser cerrada en 1984, y de que la Facultad de Derecho reestructurara el currículo académico. Humberto Peña participaba de esa clase, hablando en favor de una argumentación radical en pro del uso de la mano militar como respuesta a la crisis de eficacia que había en Latinoamérica.
- ¿Cómo le digo, pues, El Duce? –, es la respuesta que recibió Humberto Peña Taylor, durante esta clase de primer semestre, haciendo mofa de sus posturas. Duce que en italiano significa “Duque”, es el sobrenombre con el que pasó a la historia Benito Mussolini.
Hizo parte de los debates de ideas que se dieron en esa institución entre 1987 y 1995 y de protestas universitarias no pacíficas.
Tuvo como profesores a Jamie Garzón y Jesús Antonio Bejarano, quienes fueron profesores de filosofía y economía de Taylor.
Antanas Mockus, dijo de Peña que "entonces sabía más de Derecho que todos nosotros”, en una entrevista para el documental La ciudad blanca.
El tránsito en sus posturas se dio de manera rápida: pasó a ser promotor práctico de la desobediencia civil, Taylor llegó a encadenarse frente a la Rectoría como una muestra de violencia simbólica, habló directamente como participante activo en las discusiones que se dieron en torno a la reforma universitaria de 1990:
“El fin de la reforma no es hacer que la Universidad responda a las necesidades de modernización del aparato productivo, sino como se propone explícitamente, de asumir su responsabilidad ante la Nación” (Carta Universitaria, citando a Peña Taylor, en agosto de 1990).
A los 28 años, Peña Taylor escribió una tesis de grado sobre la enseñanza del derecho y la crisis de la justicia en Colombia combinando los discursos de poder de Michel Foucault, la institucionalización de la función jurídica de Jürgen Habermas y la eficacia simbólica del derecho de Mauricio García Villegas.
En los últimos párrafos de su tesis puede leerse lo siguiente: “Pareciera que la verdad sobre cómo debe existir y reproducirse la sociedad (Colombiana) ha de servirse de la muerte, la física y la simbólica, como técnica de producción de ésta”. 
En el último párrafo de su tesis de grado comparte con el lector una aspiración final con una breve connotación libertaria: “Lo que sigue en adelante es la profundización de la investigación en la dirección que aquí estamos proponiendo que, valga la pena repetirlo, pretende hacer de este discurso una herramienta útil en la tarea de construir prácticas de libertad para nuestra sociedad”.
El director fue Germán Palacio; Camilo Borrero, actuó como jurado.[cita requerida]
Dentro del imaginario de la universidad se le menciona y se le cuestiona porque recibió un tiro en el estómago, por subirse y saltar sobre una tanqueta de la Policía Nacional, en medio de una protesta, por tumbar las puertas del auditorio León de Greiff y ser suspendido por tales hechos.  Igualmente se declaró anticomunista.

## Asesinato
El 15 de junio de 1995, a pocos días de recibir su título como abogado, entró en la cafetería de la Facultad de Derecho, Ciencias Políticas y Sociales de la Universidad Nacional en Bogotá. A la 1:00 de la tarde, un hombre y una mujer le dispararon por la espalda, lo dejaron caer al piso con la monografía apretada en una mano y lo remataron. Al principio, los estudiantes no reaccionaron. Las diligencias del levantamiento del cadáver de la Fiscalía estuvieron obstaculizadas por los estudiantes, que se negaban a que el cadáver saliera de las instalaciones y se lo llevaran a Medicina Legal para la necropsia.  Las directivas de la Universidad en un comunicado de prensa rechazaron el hecho y al igual que los estudiantes quienes dijeron que solicitaban la presencia de la Procuraduría delegada para los derechos humanos y la Defensoría en ese sitio. La necropsia, fue realizada en el anfiteatro de la universidad: cinco de las siete balas eran letales.
Como reacción los estudiantes protestaron de forma no pacífica y por tales motivos la universidad cerró durante dos días. El cadáver fue trasladado un día después a Bucaramanga, donde tuvo lugar un sepelio con discursos anarquistas y de preguntas. Por su parte la Policía Nacional dijo que Taylor fue identificado como presunto jefe del grupo de Guardias Rojos de la Universidad, cosa improbable siendo anarquista.
Es difícil determinar el motor y motivo para su asesinato a pesar de que sostuvo serios altercados con casi todos los sectores de su universidad. El propio rector de la Universidad, Guillermo Páramo, en conjunto con el Consejo Directivo, el personal docente y administrativo de la Facultad de Derecho, Ciencias Políticas y Sociales, le comunicaron a la opinión pública, en 1995, que el estudiante sacrificado “se distinguió por sus capacidades intelectuales, que le llevaban a rechazar toda forma institucionalizada de violencia social y en consecuencia, mantuvo siempre una postura valerosa de crítica frente al orden existente”. 
Por un tiempo persistieron rumores, no comprobados de que era agente secreto del Estado o policía encubierto y que familiares suyos habían pedido indemnización a las Fuerzas Militares por su muerte prestando servicio en la Universidad Nacional. Ese fenómeno se ha dado en otras universidades de Colombia y Latinoamérica.[cita requerida]
El caso de Humberto Peña Taylor, reposa en Amnistía Internacional, en un documento público del 25 de julio de 1995, pide celeridad para hallar a los culpables de su asesinato. Un informe de Human Rights Watch, 1996, menciona que lo mataron “en aparente confabulación con el personal de seguridad de la universidad”. 

## Homenajes
En el mapa “Bogotá, Ciudad Memoria”, del Centro de Memoria, Paz y Reconciliación aparece, bajo el número 22, como parte de los estudiantes de la Universidad Nacional de Colombia que han sido asesinados.